# Josep Casas i Costa
Josep Casas i Costa (Badalona, 1874- gener de 1950) va ser un impressor i polític català. D'ideologia republicana i nacionalista, va arribar a ser alcalde de Badalona entre 1914 i 1918, en coalició amb els lerrouxistes, imposant-se a la coalició de dretes liderada per la Lliga Regionalista, i de 1931 a 1934, essent el primer alcalde electe de la Segona República.

## Biografia
Dedicat a l'àmbit de la impressió, juntament amb el seu germà Joaquim, va ser propietari d'una impremta situada al carrer de Francesc Layret. Va casar-se amb Anna Sabater.
Membre de la Unió Federal Nacionalista Republicana (UFNR). El 1913 va formar part de la candidatura de la coalició republicana, on es van unir el seu partit i el Partit Radical, per tal d'obtenir la victòria davant de la coalició de dretes que governava la ciutat. L'aliança va provocar crítiques de l'oposició i de la premsa, que van considerar que la UFNR havia renunciat al nacionalisme. No obstant això, la coalició va imposar-se a les eleccions i Casas va ser esdevenir alcalde. Va ocupar l'alcaldia fins al gener de 1918, substituït pel també federal nacionalista Jaume Martí i Cabot. Una de les demandes de la seva alcaldia va ser la creació d'una biblioteca per part de la Mancomunitat de Catalunya.
El 1931, al final de la Dictadura de Primo de Rivera se celebren eleccions municipals que esdevingueren plebiscitàries per al futur de la monarquia d'Alfons XIII i els resultats a Badalona foren 17 republicans en Coalició d'Esquerres, principalment a l'entorn d'Esquerra Republicana de Catalunya i 15 de la Lliga Regionalista, carlins i el Círcol Catòlic. Amb la proclamació de l'Estat Català, a Badalona es constitueix un Comitè Republicà i s'escull i es nomena alcalde a Josep Casas.
Les primeres mesures del seu consistori va suposar el canvi de nomenclator i mesures de laicistes. El 1932 es va inaugurar l'Hospital Municipal, es va substituir de manera progressiva l'enllumenat de gas per l'elèctric, i es van fer diverses obres públiques per pal·liar l'atur forçós. També es va proclamà a Margarida Xirgu filla adoptiva de la localitat el 1933, i a ella i a Enric Borràs se'ls atorgà la Medalla de la Ciutat. El 28 de gener de l'any següent també va atorgar-li la medalla d'or a Pompeu Fabra, que va ser nomenat fill adoptiu. A més, es convocà el Premi Fabra per a treballs de lingüística, però mai es va arribar a atorgar.
Va morir a Badalona el mes de gener de 1950.